# Kilrea
Kilrea är en ort i Storbritannien.   Den ligger i riksdelen Nordirland, i den västra delen av landet, 600 km nordväst om huvudstaden London. Kilrea ligger 49 meter över havet och antalet invånare är 1 616.
Terrängen runt Kilrea är platt åt sydväst, men åt nordost är den kuperad. Runt Kilrea är det ganska tätbefolkat, med 86 invånare per kvadratkilometer. Närmaste större samhälle är Ballymoney, 13,6 km norr om Kilrea. Trakten runt Kilrea består i huvudsak av gräsmarker.